# Neidenstein
Neidenstein – miejscowość i gmina w Niemczech, w kraju związkowym Badenia-Wirtembergia, w rejencji Karlsruhe, w regionie Rhein-Neckar, w powiecie Rhein-Neckar, wchodzi w skład związku gmin Waibstadt. Leży ok. 18 km na południowy wschód od Heidelbergu.